# Moneilema crassipes
Moneilema crassipes är en skalbaggsart som beskrevs av Fisher 1931. Moneilema crassipes ingår i släktet Moneilema och familjen långhorningar. Inga underarter finns listade i Catalogue of Life.